# Monte Lanaro
Il monte Lanaro (Volnik in sloveno) 544 metri m s.l.m. si trova nel comune di Sgonico, è il terzo monte più alto della provincia di Trieste dopo il monte Cocusso e monte Goli, e prende il nome probabilmente dalle greggi di pecore che un tempo pascolavano in quell'area.

Dal 1996 è entrato a fare parte della Riserva naturale del Monte Lanaro.

## Flora e fauna
La copertura forestale è particolarmente significativa alternando alle estese superfici occupate a boscaglia carsica begli esempi di boschi a rovere e cerro, mentre nella parte meridionale sono presenti boschetti di pino nero.
Le doline profonde ospitano alcune specie floristiche rare che qui hanno una delle poche segnalazioni a livello regionale. 
Nell'area sono rilevate discrete popolazioni di gatto selvatico e riccio europeo, più rara invece la presenza dell'orso bruno e dello sciacallo.